# Ганичівська сільська рада
Га́ничівська сільська́ ра́да — колишній орган місцевого самоврядування у Тячівському районі Закарпатської області. Адміністративний центр — село Ганичі.

## Загальні відомості
- Населення ради: 5 289 осіб (станом на 2001 рік)

## Населені пункти
Сільській раді були підпорядковані населені пункти:
- с. Ганичі

## Історія
Закарпатська обласна рада рішенням від 6 березня 2015 року у Тячівському районі об'єднала села Ганичі і Солоне Ганичівської сільради в один населений пункт — село Ганичі.

## Склад ради
Рада складалася з 30 депутатів та голови.
- Голова ради: Фіцай Анатолій Васильович
- Секретар ради: Фіцай Іванна Юріївна

### Керівний склад попередніх скликань
| Прізвище, ім'я, по батькові   | Основні відомості                                                                                          | Дата обрання | Дата звільнення |
| ----------------------------- | --- | ------------ | --------------- |
| Лавришинець Василь Васильович | Сільський голова, 1960 року народження, безпартійний                                                       | 26.03.2006   | 31.10.2010      |
| Фіцай Анатолій Васильович     | Сільський голова, 1964 року народження, освіта вища, член Партії національно-економічного розвитку України | 31.10.2010   |                 |

Примітка: таблиця складена за даними сайту Верховної Ради України

### Депутати
За результатами місцевих виборів 2010 року депутатами ради стали:

#### За суб'єктами висування
| Суб'єкт висування                 | Кількість обраних депутатів | %    |
| --------------------------------- | --------------------------- | ---- |
| Самовисування                     | 29                          | 96,7 |
| Політична партія «Сильна Україна» | 1                           | 3,3  |

#### За округами
| № округу                          | Прізвище, ім'я, по батькові      | Дата визнання обраним | Освіта             | Партійна приналежність                                | Відомості про обраного депутата                                                  |
| --------------------------------- | -------------------------------- | --------------------- | ------------------ | ----------------------------------------------------- | -------------------------------------------------------------------------------- |
| Політична партія «Сильна Україна» |                                  |                       |                    |                                                       |                                                                                  |
| 12                                | Фіцай Василь В'ячеславович       | 03.11.2010            | вища               | член Політичної партії «Сильна Україна»               | ВАТЕК «Закарпаттяобленерго», інспектор                                           |
| Самовисування                     |                                  |                       |                    |                                                       |                                                                                  |
| 1                                 | Фіцай Петро Петрович             | 03.11.2010            | середня спеціальна | позапартійний                                         | приватний підприємець                                                            |
| 2                                 | Попович Михайло Іванович         | 03.11.2010            | вища               | позапартійний                                         | тимчасово не працює                                                              |
| 3                                 | Бердар Юрій Васильович           | 03.11.2010            | вища               | позапартійний                                         | Ганичівська амбулаторія загальної практики — сімейної медицини, лікар-стоматолог |
| 4                                 | Дзябко Сергій Іванович           | 03.11.2010            | вища               | позапартійний                                         | відділ ДВС Тячівського РУЮ, заступник начальника                                 |
| 5                                 | Фіцай Михайло Васильович         | 03.11.2010            | середня спеціальна | позапартійний                                         | приватний підприємець                                                            |
| 6                                 | Король Олександр Петрович        | 03.11.2010            | вища               | позапартійний                                         | Тячівський район електромереж, головний інженер                                  |
| 7                                 | Кухта Василь Васильович          | 03.11.2010            | середня            | позапартійний                                         | тимчасово не працює                                                              |
| 8                                 | Плиска Андріана Андріївна        | 03.11.2010            | вища               | позапартійна                                          | ДМЗ с. Ганичі, завідувачка                                                       |
| 9                                 | Фіцай Мирослава Михайлівна       | 03.11.2010            | вища               | член Партії національно-економічного розвитку України | кабельне телебачення КТ ПП «ТРК телесфера», контролер                            |
| 10                                | Дикун Микола Юрійович            | 03.11.2010            | середня            | позапартійний                                         | тимчасово не працює                                                              |
| 11                                | Омеляненко Микола Володимирович  | 03.11.2010            | вища               | позапартійний                                         | Ганичівська загальноосвітня школа І-ІІ ст., вчитель                              |
| 13                                | Бердар Іван Михайлович           | 03.11.2010            | середня            | позапартійний                                         | тимчасово не працює                                                              |
| 14                                | Бердар Володимир Іванович        | 03.11.2010            | середня            | позапартійний                                         | приватний підприємець                                                            |
| 15                                | Гафинець Іван Іванович           | 03.11.2010            | вища               | позапартійний                                         | філія «Відділення ПАТ ПІБ в м. Тячів», начальник відділу касових операцій        |
| 16                                | Фельбаба Михайло Михайлович      | 03.11.2010            | вища               | позапартійний                                         | Ганичівська загальноосвітня школа І-ІІІ ст., директор                            |
| 17                                | Тисанчин Маріанна Юріївна        | 03.11.2010            | вища               | позапартійна                                          | Ганичівська амбулаторія загальної практики — сімейної медицини, головний лікар   |
| 18                                | Герич Володимир Петрович         | 03.11.2010            | середня            | позапартійний                                         | тимчасово не працює                                                              |
| 19                                | Візічканич Лариса Василівна      | 03.11.2010            | вища               | позапартійна                                          | тимчасово не працює                                                              |
| 20                                | Суходольський Іван Михайлович    | 03.11.2010            | вища               | позапартійний                                         | тимчасово не працює                                                              |
| 21                                | Кухта Іван Михайлович            | 03.11.2010            | вища               | позапартійний                                         | Ганичівська сільська рада, замлевпорядник                                        |
| 22                                | Фіцай Оксана Іванівна            | 03.11.2010            | середня            | позапартійна                                          | приватний підприємець                                                            |
| 23                                | Баляльов Олександр Володимирович | 03.11.2010            | вища               | позапартійний                                         | ПП «Бокоч І. М.» с. Нересниця, менеджер                                          |
| 24                                | Фіцай Іванна Юріївна             | 03.11.2010            | середня            | позапартійна                                          | студентка                                                                        |
| 25                                | Фера Юрій Іванович               | 03.11.2010            | середня спеціальна | позапартійний                                         | фельдшерсько-акушерський пункт с. Солоне, фельдшер                               |
| 26                                | Куманьов Олександр Валентинович  | 03.11.2010            | вища               | позапартійний                                         | Солонівська загальноосвітня школа І-ІІ ст., директор                             |
| 27                                | Гафинець Віталій Васильович      | 03.11.2010            | вища               | позапартійний                                         | Буштинський лісгосп, старший майстер                                             |
| 28                                | Пелих Валерій Юрійович           | 03.11.2010            | середня спеціальна | позапартійний                                         | Тячівська ЦРЛ № 1, рентгенолог                                                   |
| 29                                | Фіцай Наталія Михайлівна         | 03.11.2010            | вища               | позапартійна                                          | Ганичівська сільська рада, секретар                                              |
| 30                                | Бердар Василь Юрійович           | 03.11.2010            | середня            | позапартійний                                         | Ганичівська загальноосвітня школа І-ІІІ ст., завгосп                             |